# تاريخ الأكراد
تاريخ الأكراد،  هو تاريخ مجموعة إثنية وشعوب تتركز أساسًا شمال الشرق الأوسط بمحاذاة جبال زاغروس ولقسم الشرقي من جبال طوروس في منطقة غير رسمية تسمى كردستان. شهدت المنطقة تواجد عدة كيانات كُرديّة قديمة ك مملكة ميديا وصغيرة ك جمهورية كوردستان وعاصمتها مهاباد في ايران الحالية. يرجع البعض أسلاف الكرد في المنطقة إلى الشعوب الآريَّة.

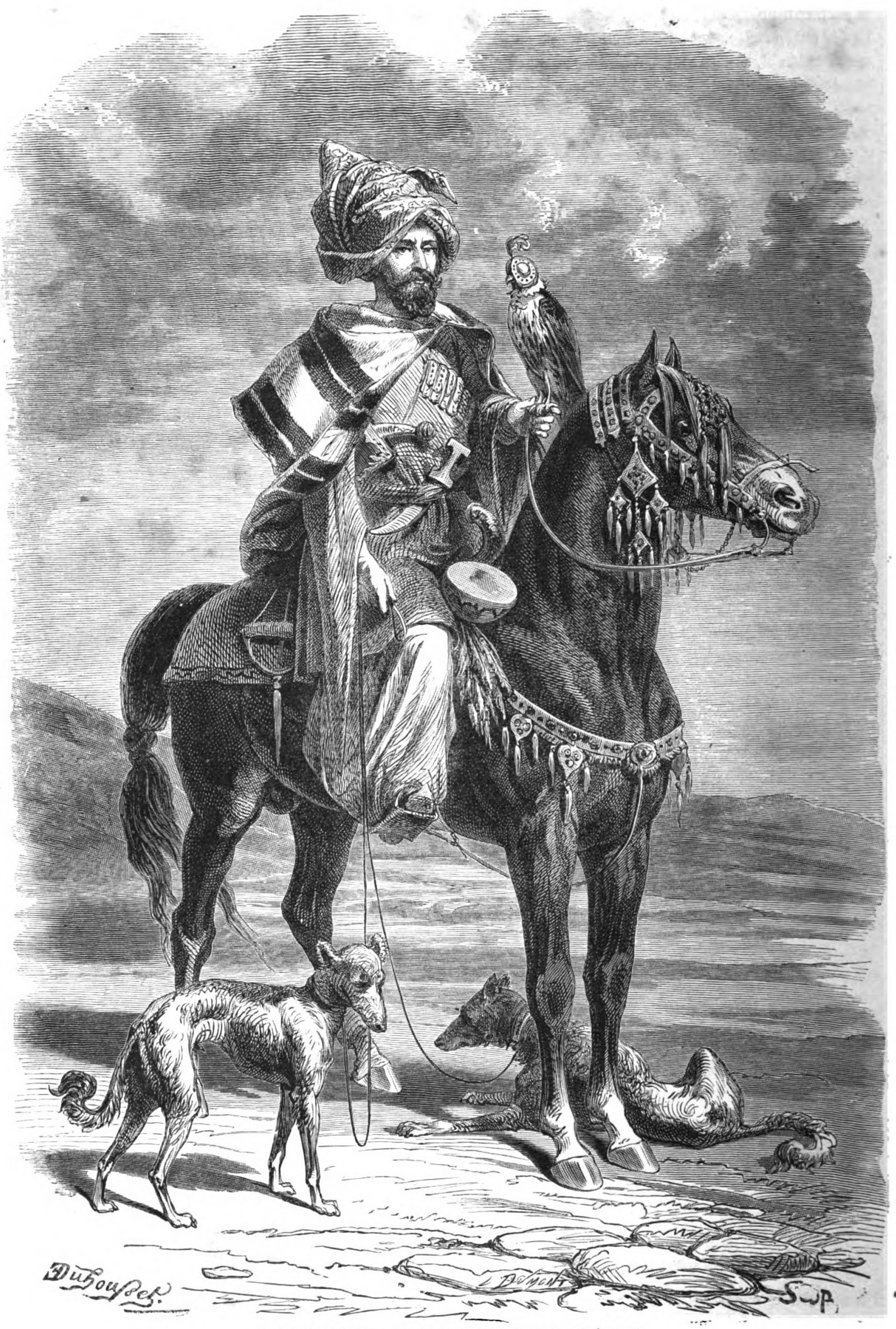
صقار كُردِيّ بزيه التقليدي

شعار الكرد

بعد الحرب العالمية الأولى وتقسيم الدولة العثمانية، تقسمت أراضيها ذات الأغلبية الكردية بين الدول التي تشكلت حديثًا وهي تركيا والعراق،  بالإضافة إلى أراضي تحت سيطرة إيران مما جعل الكرد أقلية عرقية كبيرة في من هذه الدول. تعرضت الحركات الكردية للقمع من قبل تركيا والعراق حيث يخشى كل منهما احتمال استقلال كردستان. يتضمن التاريخ الحديث للأكراد العديد من عمليات الإبادة الجماعية والتمردات إلى جانب النزاعات المسلحة المستمرة في كردستان التركية، كردستان الإيرانية، وشمال شرق سورية، وكردستان العراق. يتمتع الكرد في العراق بمنطقة حكم ذاتي باتفاق مع الحكومة المركزية، وفي سورية تسيطر وحدات الحماية الكردية على ثلث البلاد بدعم أمريكي، بينما تواصل الحركات الكردية السعي إلى مزيد من الحقوق الثقافية والحكم الذاتي والاستقلال في جميع أنحاء كردستان.

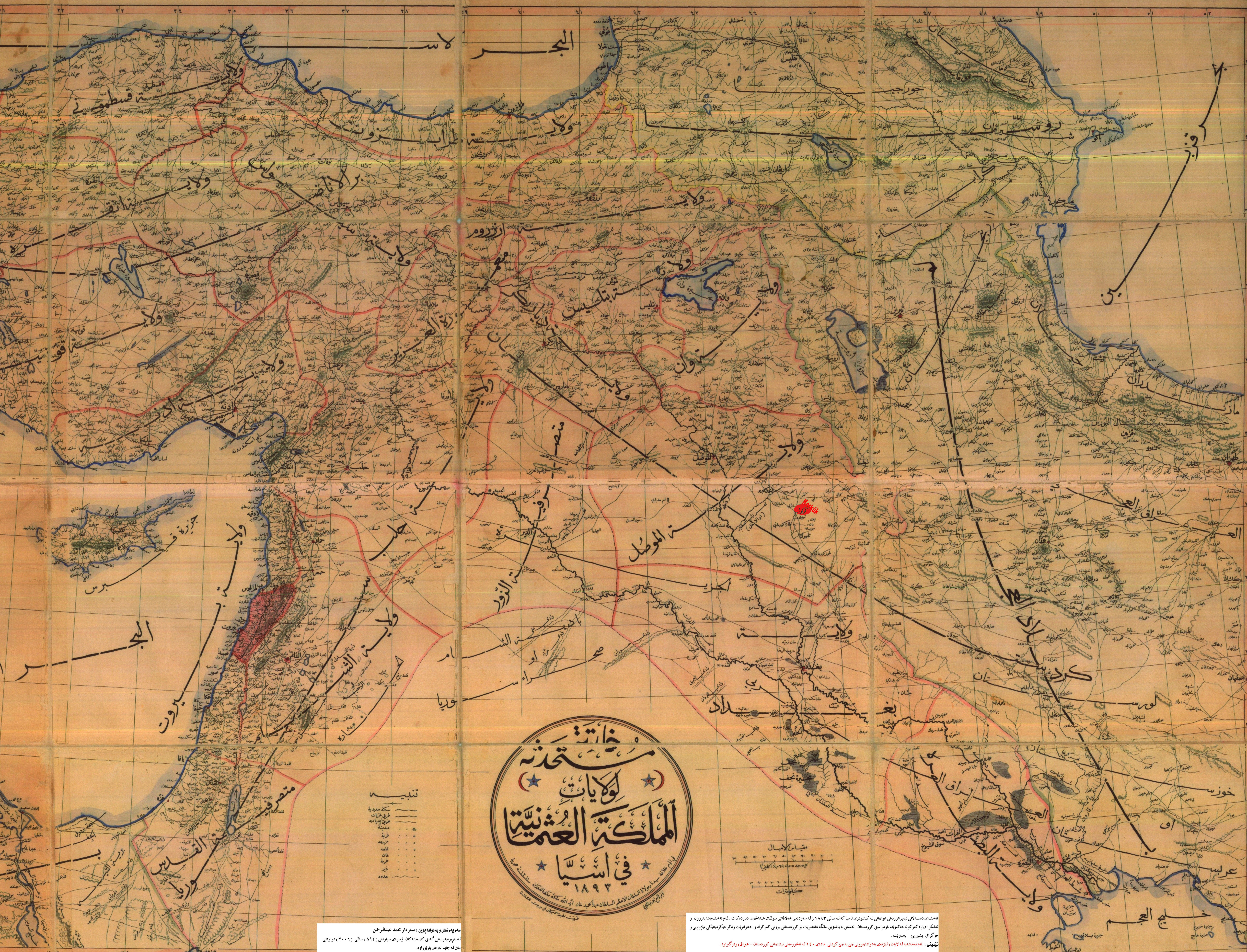
خريطة من عهد عبد الحميد الثاني، تُظهر أراضي الدولة العثمانية في الشرق الأوسط، في منتصف الخريطة تظهر منطقة «کردستان».

ينقسم الكرد إلى كرمانج، وسوران، وكلهور، وكوران، ولور والزازا، ولكل مجموعة منها لهجة خاصة. ذُكر اسم الأکراد في كتاب «صورة الأرض» للمؤرخ العربي ابن حوقل عام 977م في خريطة توضح منطقة اقليم الجبال شمال العراق.

## العصور القديمة
ذكرت تسمية الكورد لاول مرة في اللغة الفارسية تعني بدو ايران . كان يسكن هذه الأرض «شعب سو» الذين سكنوا في المناطق الجنوبية لبحيرة وان. العلاقة اللغوية بين «كرد» و«كاردا» غير مؤكدة لكن العلاقة تعتبر افتراء. ولا يربطهم اي علاقة بل حضارات القديمة . يرتبط كاردا / كاردو أصلًا بالمصطلح الآشوري أورارتو والمصطلح العبري أرارات. ومع ذلك، لا يعتقد بعض العلماء المعاصرين أن كاردوتشي مرتبطون بالكرد.

### ال
الحوريون أو الهوريون كانوا من سكان الشرق الأدنى من العصر البرونزي. ومتحدثي اللغات الحورو-أورارتية تسمى اللغة الحورية وعاشوا في الأناضول وسوريا وشمال بلاد ما بين النهرين. كانت مملكة ميتاني أكبر أمة حورية وأكثرها نفوذاً، وغالبًا تكون الطبقة الحاكمة فيها من المتحدثين لغات هندوإيرانية. شمل سكان الإمبراطورية الحثية الناطقة باللغة الهندية الأوروبية في الأناضول عددًا كبيرًا من الحوريين، كما هناك تأثير حوري كبير في الأساطير الحيثية. بحلول العصر الحديدي المبكر، كان الحوريون قد اندمجوا مع شعوب أخرى. الكرد والأرمن الحاليون هم مزيج من المجموعات الهندوأوروبية مع الحوريين والأورارتيين.

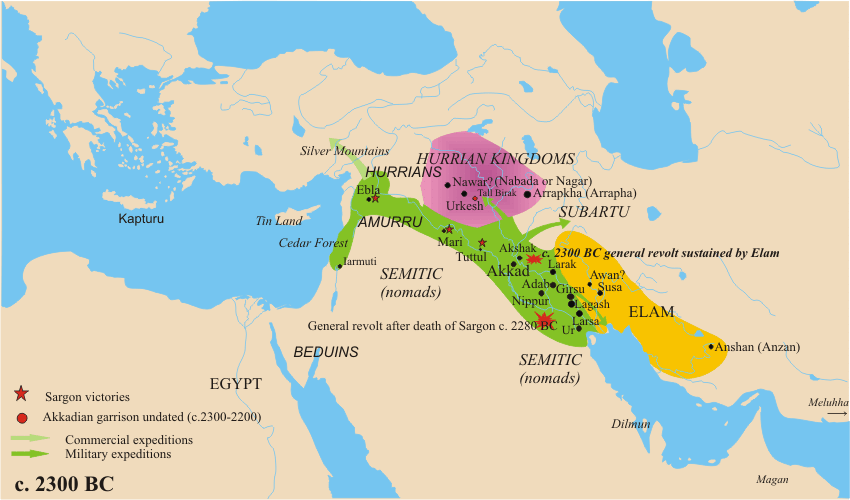
المساحة التقريبية للاستيطان الحوري في العصر البرونزي المتوسط موضحة باللون الأرجواني.

#### الجوتيون
جوتي (بالكردية: Gutî‏) أو الكوتيين، كوتي، كورتي شعب قديم استوطن جبال زاكروس في القرن 22 قبل الميلاد في عهد الأكديين وهي من الشعوب الهندوأوروبية. وطنهم كان يُعرف باسم جوتيوم (بالسومرية: 𒄖𒌅𒌝𒆠,Gu-tu-umki أو 𒄖𒋾𒌝𒆠,Gu-ti-umki).

#### الميديون (القرن الحادي عشر ق م-549 ق م)

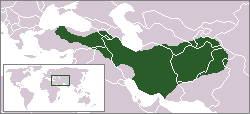
الإمبراطورية الميدية بالقرن السادس قبل الميلاد.

الميديون كانوا أقوام زاغروس قديمًا، التي ينحدر منها الشعب الكردي وكان موطنهم حسب الجغرافية الحالية تشمل كردستان وكردستان الحمراء ومنطقة كاردو. حكموا الإمبراطورية الميدية قرابة 129 عام، إلى سقوط الإمبراطورية على يد كورش الكبير، ليحل مكانهم الأخمينيين وهم أيضًا من الشعوب الآرية.

#### الكاردوخيون (القرن الرابع قبل الميلاد)
«كاردوخ» (بالكردية: کاردۆخ، Kardox‏) بالعربية باقردا «كوردوين» أو كاردو كانت تسمية لمنطقة جغرافية تاريخية في شمال ما بين النهرين. كما كانت إقليم تقع موقعها حاليًا في جنوب شرق الأناضول، جنوب بحيرة وان إلى غرب مدينة ديار بكر وشمال شرق مدينة هكاري. احْتَلَّ الإمبراطور الروماني بومبيوس الكبير (106 - 48 قبل الميلاد) الإقليم بالقرن الأول، وأصبحت إقليم روماني تحت مسمى «كوردوين».

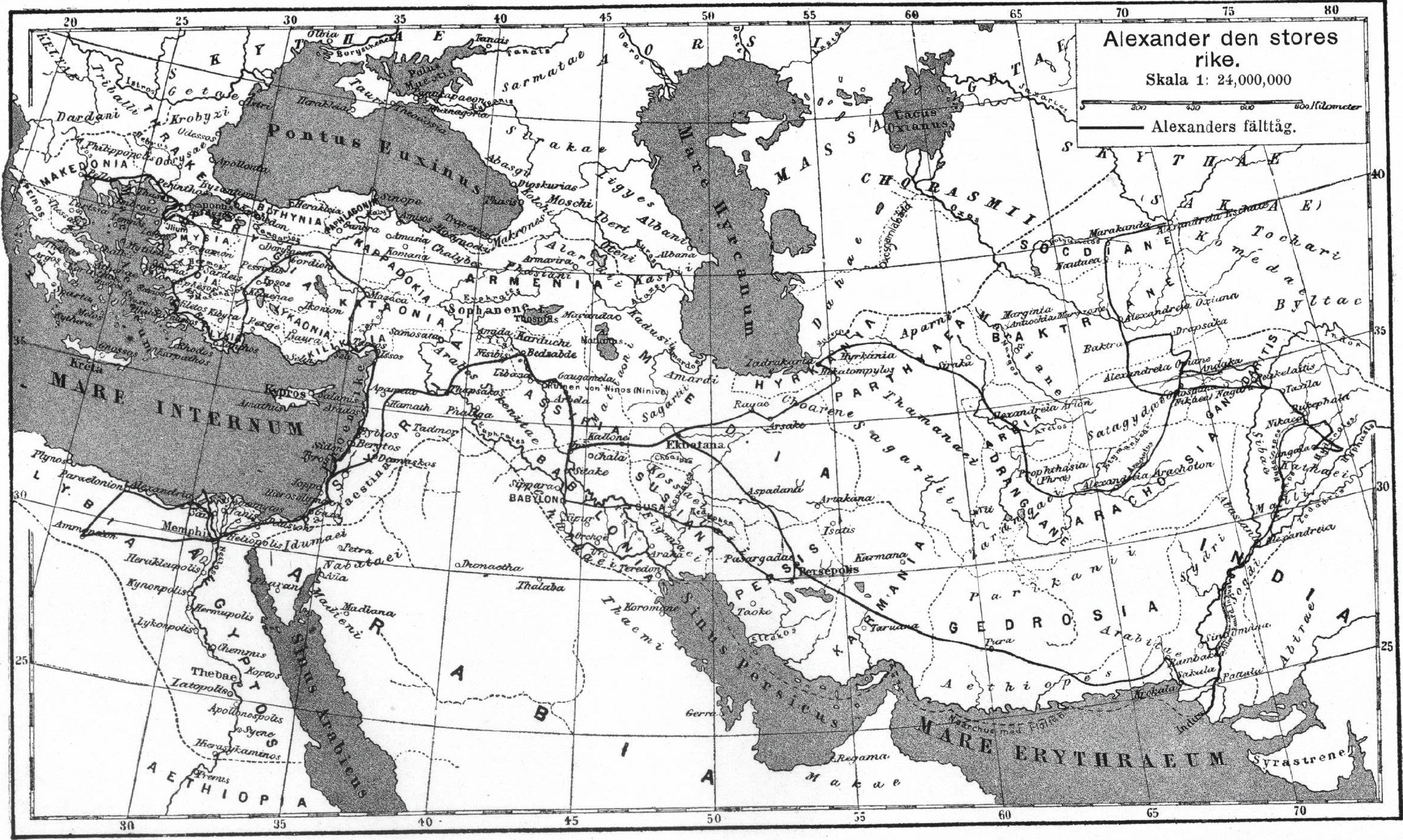
كردستان القديمة باسم "كاردوتشي"، خلال إمبراطورية الإسكندر الأكبر، القرن الرابع قبل الميلاد

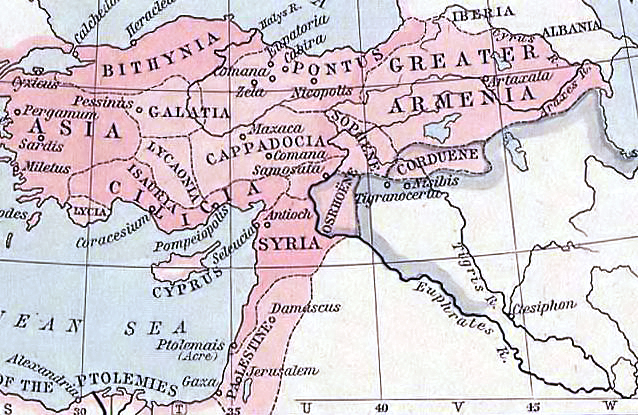
60 قبل الميلاد مملكة كوردوين

ذكر المؤرخ اليوناني كسينوفون (427 - 355 قبل الميلاد) في كتاباته شعبا وصفهم «بالمحاربين الأشداء ساكني المناطق الجبلية» وأطلق عليهم تسمية الكاردوخيين الذين هاجموا الجيش الروماني أثناء عبوره للمنطقة عام 400 ق م، وكانت تلك المنطقة استنادًا لزينوفون جنوب شرق بحيرة وان الواقعة في شرق تركيا. ويعتبر الكاردوخيين من أسلاف الشعب الكردي، إلا ان بعض المؤرخين ومنهم المؤرخ الكردي محمد أمين زكي (1880 - 1948) في كتابه «خلاصة تاريخ الكرد وكردستان» يعتبر الكاردوخيين شعوبا هندوأوروبية انضموا إلى الشعب الكردي الذي كان موجودا قبل الكاردوخيين بفترة طويلة، وهم شعوب «لولو، كوتي، كورتي، جوتي، جودي، كاساي، سوباري، خالدي، ميتاني، هوري، نايري».

## فترة العصور الوسطى

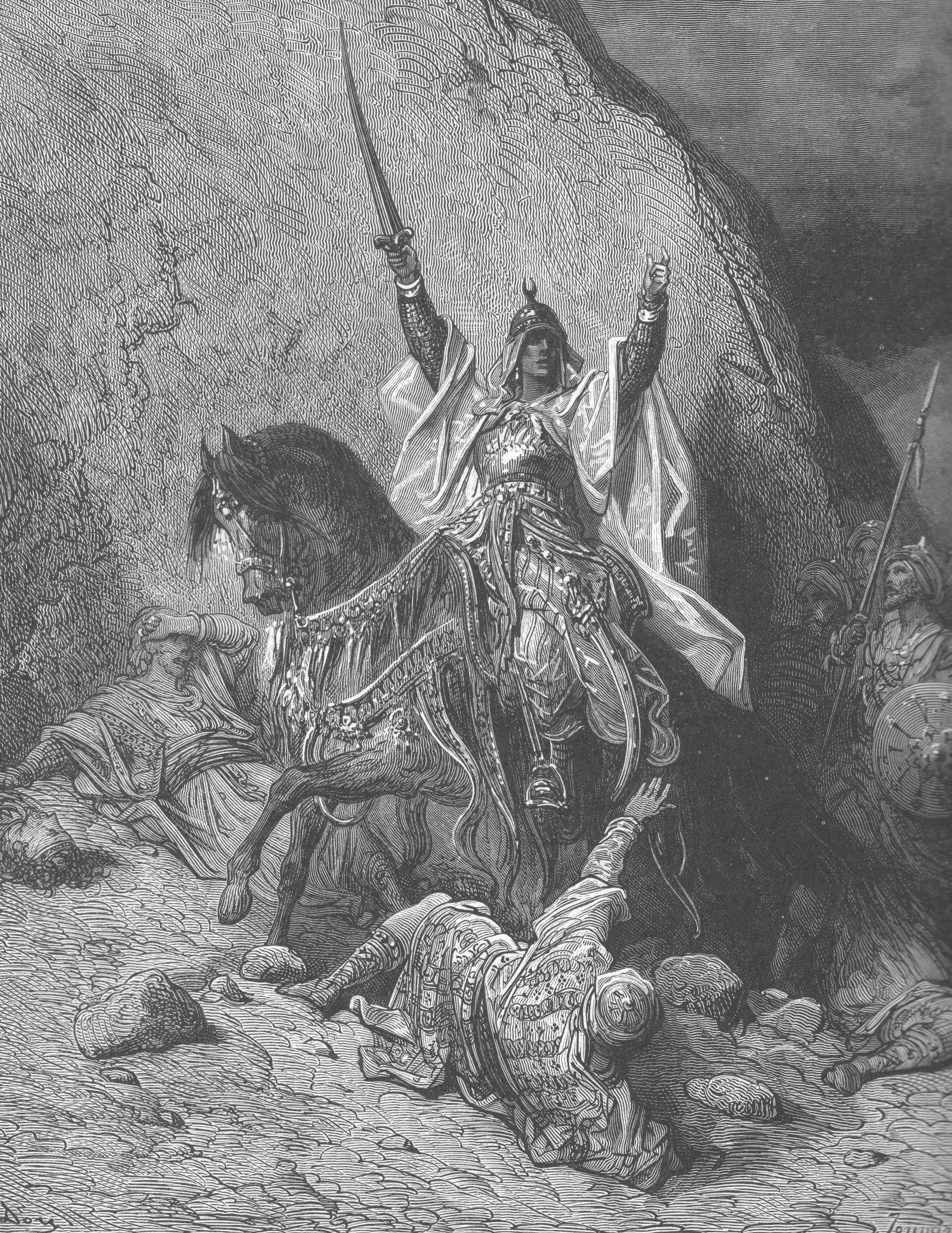
صلاح الدين يوسف بن أيوب، أو صلاح الدين، مؤسس الدولة الأيوبية في الشرق الأوسط

تستخدم المصادر السريانية المبكرة مصطلحات هورداناي، كورداناي، كورداي للإشارة إلى الكرد. وفقا لميخائيل السرياني، انفصل هورداناي عن طايع العرب وسعى للجوء مع الإمبراطور البيزنطي ثيوفيلوس. يذكر أيضًا القوات الفارسية التي قاتلت ضد زعيم موسى هورداناي في منطقة كاردو عام 841. وفقًا لبارهبريوس، ظهر ملك للكوردانيين وتمردوا ضد العرب عام 829. اعتبرهم مايكل السوري وثنيًا، أتباع المهدي وأتباع المجوس. أطلق مهديهم على نفسه اسم المسيح والروح القدس.
في أوائل العصور الوسطى، ظهر الأكراد بشكل متقطع في المصادر العربية، على الرغم من أن المصطلح لا يزال غير مستخدم لشعب معين. وبدلاً من ذلك، أشار إلى مزيج من القبائل الإيرانية الغربية البدوية، التي كانت متميزة عن الفرس. ومع ذلك، في العصور الوسطى العليا، تجسدت الهوية العرقية الكردية تدريجياً، حيث يمكن للمرء أن يجد دليلاً واضحًا على الهوية العرقية الكردية والتضامن في نصوص القرنين الثاني عشر والثالث عشر،  على الرغم من أن المصطلح لا يزال يستخدم أيضًا بالمعنى الاجتماعي. منذ القرن الحادي عشر وما بعده، تم تعريف مصطلح كرد بشكل صريح على أنه اسم عرقي، وهذا لا يوحي بالترادف مع فئة الإثنوغرافيا البدو. كتب الطبري أنه في عام 639، حارب هرمزان، وهو جنرال ساساني ينحدر من عائلة نبيلة، ضد الغزاة الإسلاميين في خوزستان، ودعا الأكراد إلى مساعدته في المعركة. ومع ذلك، تم هزيمتهم وإخضاعهم تحت الحكم الإسلامي.

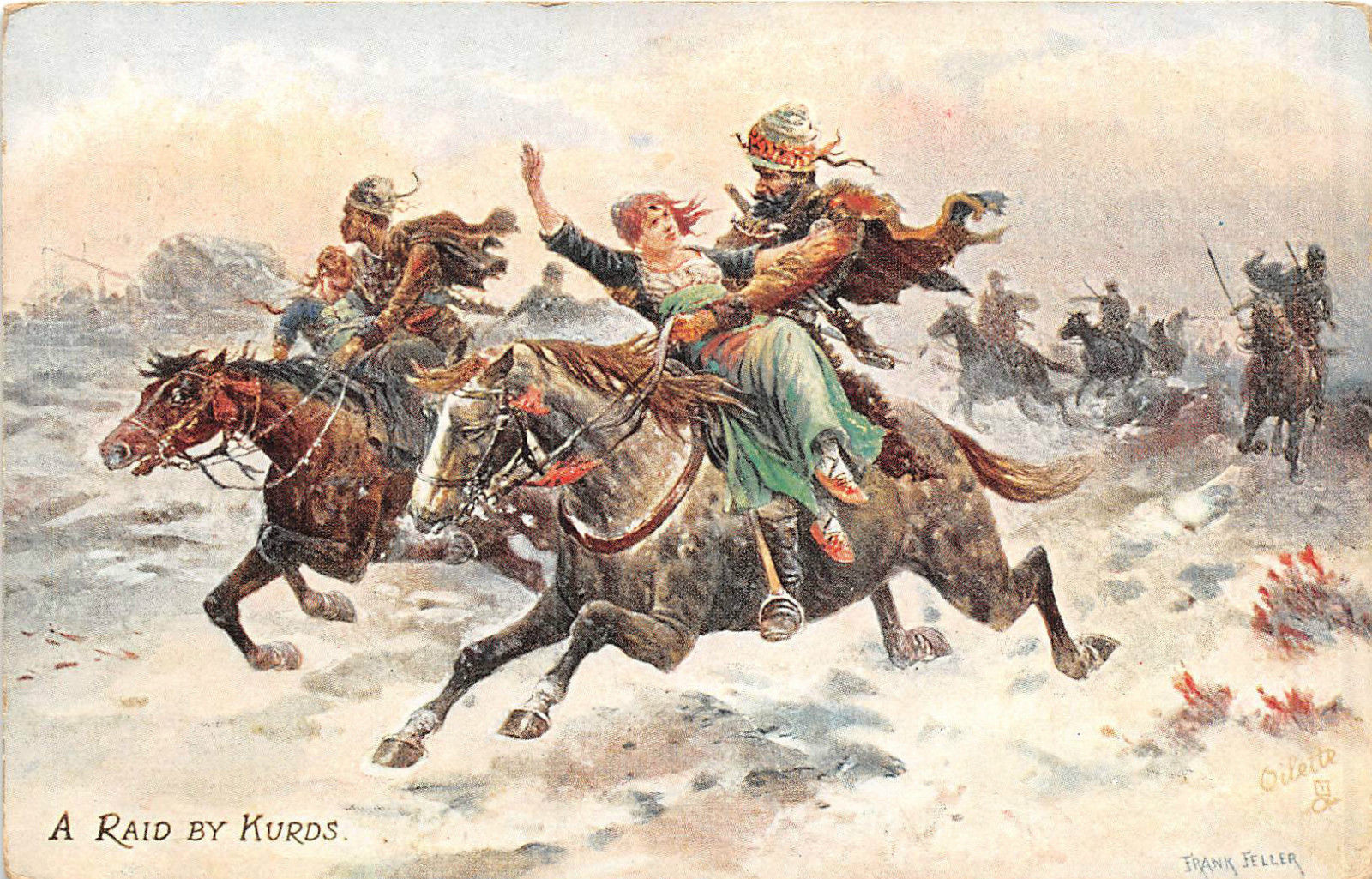
المحاربون الكرد بقلم فرانك فيلر

في عام 838، ثار زعيم كردي مقيم في الموصل، اسمه جعفر الداسني، ضد خليفة المعتصم الذي أرسل القائد إيتاخ لمحاربته. لقد فاز إيتاخ بهذه الحرب وأعدم العديد من الأكراد. في نهاية المطاف، غزا العرب المناطق الكردية وقاموا تدريجياً بتحويل غالبية الأكراد إلى الإسلام، وغالبًا ما دمجهم في الجيش، مثل الحمدانيين الذين تزاوج أفراد أسرهم أيضًا في كثير من الأحيان مع الأكراد.
في عام 934، تأسست سلالة البويهيين الديلمية، ثم احتلوا معظم إيران والعراق الحالية. خلال حكم هذه السلالة، أسس الزعيم الكردي والحاكم بدر بن حسنويه نفسه كواحد من أهم أمراء ذلك الحين.
في القرنين العاشر والثاني عشر، تأسست عدد من الأمارات والسلالات الكردية التي حكمت كردستان والمناطق المجاورة:
- حكم الشداديون (951-1174) أجزاءً من أرمينيا الحالية وآران.[38]
- حكم الروادية (955-1221) أذربيجان (إيران).[39]
- حكم الحسنويون (959-1015) غرب إيران وبلاد ما بين النهرين.[40]
- حكم المروانيون (990-1096) شرق الأناضول.[41]
- حكم العنازيون (990-1117) غرب إيران وبلاد ما بين النهرين (خلف الحسنويون).[42]
- حكم الهزارة (1148-1424) جنوب غرب إيران.[43]
- حكم الأيوبيون (1171-1341) مصر وسوريا وبلاد ما بين النهرين وأجزاء من جنوب شرق الأناضول وشبه الجزيرة العربية.[44]

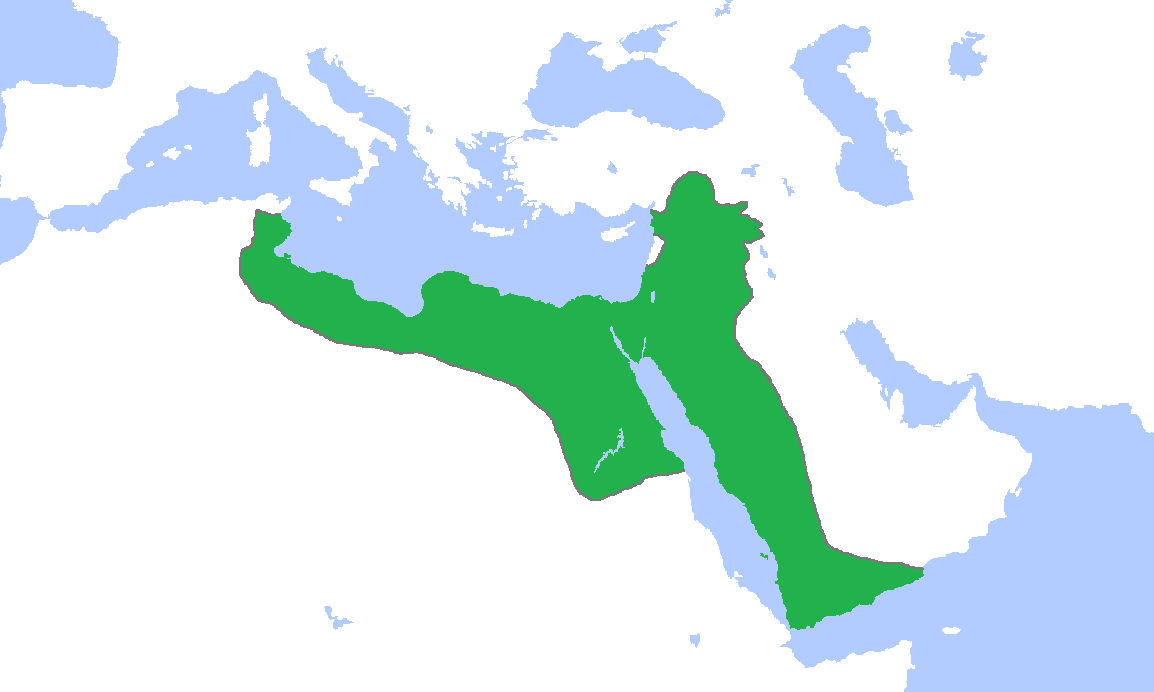
كانت السلالة الأيوبية سلالة مسلمة كردية أسسها صلاح الدين.

بسبب الغزو التركي للأناضول، انهارت السلالات الكردية في القرن الحادي عشر واندمجت مع سلالة السلاجقة. ساهم الكرد فيما بعد بأعداد كبيرة في جيوش الزنكيون.
بعد الزنكيين، شكل الأيوبيون الكرد أنفسهم عام 1171، أولاً تحت قيادة صلاح الدين الأيوبي. قاد صلاح الدين المسلمين لاستعادة مدينة القدس من الصليبيين في معركة حطين. كثيرا ما اصطدم مع الحشاشون. استمرت السلالة الأيوبية حتى عام 1341 عندما سقطت السلطنة الأيوبية في أيدي الغزوات المغولية.

### الفترة الصفوية
تشكلت السلالة الصفوية، التي فرضت عام 1501 حكمها على الأراضي الكُرديّة. السلالة الأبوية لهذه العائلة لها جذور كردية، تعود إلى فيروز شاه زرين كلاه، أحد الشخصيات البارزة التي انتقلت من كردستان إلى أردبيل في القرن الحادي عشر.
كانت معركة جالديران في عام 1514 والتي بلغت ذروتها فيما يُعرف اليوم بـ مقاطعة أذربيجان الغربية، بداية الحروب العثمانية الفارسية بين الصفويين الإيرانيين (والسلالات الإيرانية المتعاقبة) والعثمانيون. على مدى الـ 300 عام التالية، وجد العديد من الكرد أنفسهم يعيشون في مناطق كانت تنتقل كثيرًا بين تركيا العثمانية وإيران خلال سلسلة الحروب العثمانية الفارسية التي طال أمدها.
أخمد الملك الصفوي إسماعيل الأول (حكم من 1501-1524) تمردًا إيزيديًا استمر من 1506 إلى 1510. بعد قرن من الزمان، وقعت معركة ديمديم لمدة عام، حيث نجح الملك الصفوي عباس الأول (حكم 1588-1629) في إخماد التمرد بقيادة الحاكم الكردي أمير خان لبزين. بعد ذلك تم ترحيل العديد من الكرد إلى خراسان، ليس فقط لإضعاف الكرد، أيضًا لحماية الحدود الشرقية من غزو القبائل الأفغانية والتركمانية. كما نفذ عباس الأول وخلفاؤه تحركات وترحيلات قسرية أخرى لمجموعات أخرى وعلى الأخص الأرمن والجورجيين والشركس، الذين تم نقلهم بشكل جماعي من وإلى مناطق أخرى داخل الإمبراطورية الفارسية.
لا يزال أكراد خراسان الذين يبلغ عددهم حوالي 700,000 نسمة، يستخدمون اللهجة الكردية الكرمانجية. خدم العديد من النبلاء الكرد الصفويين وبرزوا في مكانة بارزة، مثل الشيخ علي خان زنغنه الذي شغل منصب الوزير الأعلى للشاه الصفوي سليمان الأول (حكم من 1666-1694) من عام 1669 إلى 1689. بسبب جهوده في إصلاح الانحطاط الاقتصاد الإيراني، أطلق عليه «الأمير الصفوي الكبير» في التأريخ الحديث. كما عمل ابنه شاهقلي خان زنكنه كوزير كبير من 1707 إلى 1716. رجل دولة كردي آخر، غانج علي خان، كان صديقًا مقربًا لعباس الأول وشغل منصب حاكم محافظات مختلفة وكان معروفًا بخدمته المخلصة.

## التسمية

### أصل التسمية
معنى الكلمة كورد، كورمانجي واضحه ومعناه أبناء جبال
الأصول الدقيقة لاسم كرد غير واضحة. يتم تسجيل الأسماء الأساسية في الآشورية باسم كاردو وفي العصر البرونزي الأوسط السومرية باسم «كار-دا». تشير الآشورية كاردو إلى منطقة في حوض دجلة العلوي، ويفترض أنها تنعكس في شكل فاسد في اللغة العربية الفصحى ٱلْجُوْدِيّ، أعيد تبنيها بالكردية كـ Cûdî. سيستمر الاسم كعنصر أول في الاسم الجغرافي كوردوين، الذي ذكره زينوفون باعتباره القبيلة التي عارضت تراجع عشرة آلاف عبر الجبال شمال بلاد ما بين النهرين في القرن الرابع قبل الميلاد.

## الممالك
| تاريخ كردي |
| ---------- |
| جوتيوم     |
| مانيون     |
| ميديون     |
| كاردوخيون  |
| هزوانيون   |
| شداديون    |
| حسنويون    |
| عنازيون    |
| مروانيون   |
| أيوبيون    |
| بدليسيون   |
| أردلانيون  |
| بهدينانيون |
| سورانيون   |
| بابانيون   |

### إمبراطورية ميديا
الميديون الآريون هم أحد أهم جذور الشعب الكردي، فالنشيد الوطني الكردي الحالي يشير بوضوح إلى أن الأكراد هم «أبناء الميديين»، والمؤرخ الكردي محمد أمين زكي يقول في كتابه 'خلاصة تاريخ الكرد وكردستان' بأن الميديين وإن لم يكونوا النواة الأساسية للشعب الكردي فإنهم انضموا إلى الأكراد وشكلوا الأمة الكردية.
هاجر الميديون بحلول سنة 1500 قبل الميلاد من نهر الفولغا شمال بحر قزوين واستقروا في الشمال الغربي من إيران وأسسوا مملكة ميديا. استناداً إلى كتابات هيرودوت فإن أصل الميديين يرجع إلى شخص اسمه دياكو الذي كان زعيم قبائل منطقة جبال زاكروس.
في منتصف القرن السابع قبل الميلاد حصل الميديون على استقلالهم وشكلوا إمبراطورية ميديا، وكان فرورتيش (665 - 633) قبل الميلاد أول إمبراطور، وجاء بعده ابنه هووخشتره. وبحلول القرن السادس قبل الميلاد تمكنوا من إنشاء إمبراطورية ضخمة امتدت من ما يعرف الآن بأذربيجان، إلى آسيا الوسطى وأفغانستان. اعتنق الميديون الديانة الزردشتية، وتمكنوا في 612 قبل الميلاد من تدمير عاصمة الأشوريين في نينوى. ولكن حكمهم دام لما يقارب 50 سنة حيث تمكن الفارسيون بقيادة الملك الفارسي كورش بالإطاحة بالميديين وكونوا مملكتهم الخاصة (الإمبراطورية الاخمينية).

### كيانات أخرى
بعد سقوط هاتين المملكتين تشكلت عدة دول كردية وكانت حدود ومدى استقلالية هذه الدول تتفاوت حسب التحالفات والضغوط الخارجية والصراعات الداخلية ومن الأمثلة على هذه الدول:
- الدولة الحسنوية البرزيكانية
- الدولة الشدادية
- الدولة الدوستكية المروانية
- الدولة العنازية
- الدولة الاردلانية
- الدولة السورانية
- الدولة البهدينانية
- الدولة البابانية.

## التاريخ المبكر

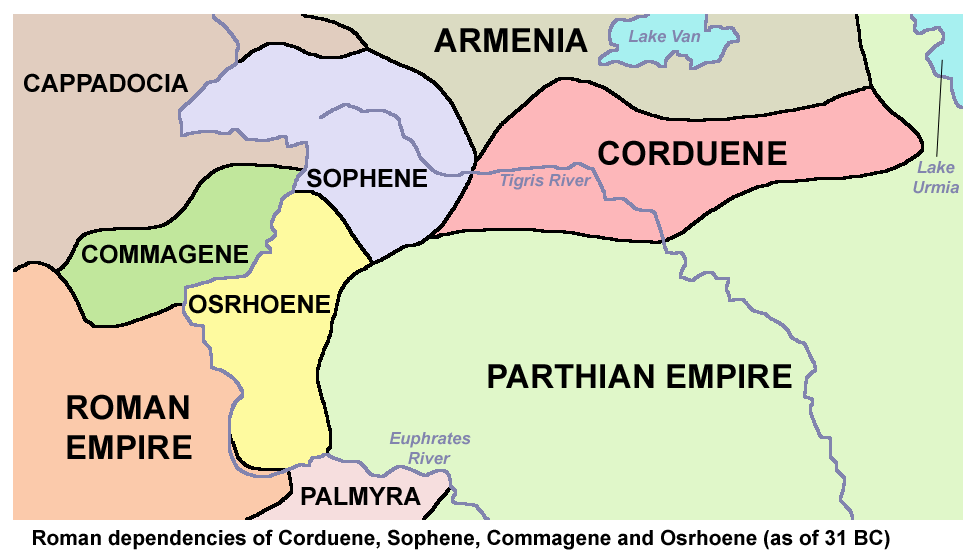
منطقة كوردوين التابعة للامبراطورية الرومانية (عام 31 قبل الميلاد)

اللغة الكردية هي احدى اللغات الإيرانية الشمالية الغربية والتي من المرجح أنها انفصلت عن اللغات الإيرانية الغربية خلال القرون الأولى الميلادية. وقد نشأ الأكراد بدورهم كمجموعة داخل شمال غرب إيران خلال العصور الوسطى (من القرن العاشر إلى القرن السادس عشر تقريبًا). 
يُعتقد أن الشعب الكردي من أصول غير متجانسة، سواء من الناطقين باللغات الإيرانية أو من الشعوب غير الإيرانية،  حيث يجمعون بين عدد من المجموعات القبلية أو العرقية السابقة  بما في ذلك اللولبيون ،  الجوتيون ،    السيرتيون ،  السومريون  والكاردوتشيون .  
إن الحالة الحالية للمعرفة المتاحة عن اللغة الكردية تسمح برسم حدود تقريبية للمناطق التي تشكلت فيها النواة العرقية الرئيسية للمتحدثين باللهجات الكردية المعاصرة، على الأقل بشكل تقريبي. الفرضية الأكثر إثارة للجدل بشأن الموطن العرقي للأكراد هي نظرية دي إن ماكنزي ، التي اقترحها في أوائل الستينيات. تطويراً لأفكار تيديسكو  وما يتعلق بالتشابهات الصوتية المشتركة بين اللغات الكردية والفارسية والبلوشية ، خلص ماكنزي إلى أن المتحدثين بهذه اللغات الثلاث يشكلون وحدة لغوية في شمال غرب إيران. وقد حاول إعادة بناء هذه الوحدة اللغوية الفارسية-الكردية-البلوشية، ربما في الأجزاء الوسطى من إيران. وفقًا لنظريته، احتل الفرس (أو الفرس الأوائل) مقاطعة فارس في الجنوب الغربي (انطلاقًا من حقيقة أن الأخمينيين تحدثوا الفارسية)، وسكن البلوش (البلوش الأوائل) المناطق الوسطى من غرب إيران، وعاش الأكراد (الأكراد الأوائل)، حسب صياغة وندفور (1975: 459)، إما في شمال غرب لرستان أو في مقاطعة أصفهان . 

### الإمارات الكردية المبكرة
في النصف الثاني من القرن العاشر كان هناك خمس إمارات كردية: في الشمال الشداديون (عام 951-1174 ميلادية) (في أجزاء من أرمينيا وأران ) والرواديون (عام 955-1221 ميلادية) في تبريز ومراغة ، وفي الشرق الحسنويون (عام 959-1015 ميلادية)، والعنازيون (عام 990-1117 ميلادية) (في كرمانشاه ودينور وخانقين ) وفي الغرب المروانيون (عام 990-1096 ميلادية) في ديار بكر .
في وقت لاحق من القرن الثاني عشر، أسست سلالة هزاراسبيون الكردية  حكمها في جنوب زاغروس ولرستان واستولت على أراضي كهغليويه وخوزستان وكلبايكان في القرن الثالث عشر وضمت تستر والحويزة والبصرة في القرن الرابع عشر.
إحدى هذه السلالات كانت قادرة خلال عقود من الزمن على فرض هيمنتها على السلالات الأخرى وبناء دولة تضم كامل البلاد الكردية، لولا أن غزوات القبائل الهائلة القادمة من سهول آسيا الوسطى عطلت مجرى التاريخ. بعد أن سيطر السلاجقة الأتراك على إيران وفرضوا نيرهم على خليفة بغداد ، ضموا الإمارات الكردية واحدة تلو الأخرى. حوالي عام 1150، أنشأ أحمد سنجر ، آخر الملوك السلاجقة العظام، مقاطعة من هذه الأراضي وأطلق عليها اسم كردستان . كانت محافظة كردستان التي شكلها سنجر، عاصمتها قرية بهار (التي تعني البحيرة أو البحر)، بالقرب من أكباتان القديمة ( همدان حالياً). وشملت ولايات سنجار وشهرزور إلى الغرب من سلسلة جبال زاغروس وولايات همدان ودينور وكرمانشاه إلى الشرق من هذه السلسلة. نشأت حضارة محلية حول مدينة ديناور (المدمرة اليوم)، التي تقع على بعد 75 ميلاً من مدينة كرمنشاه.  والتي تلاشى بريقها جزئيًا عند بزوغ بريق سينا ، التي تبعد 90 كم إلى الشمال. 